# انجمن تولیدکنندگان و واردکنندگان تصویر و صداگذاران هلندی

نشانه انجمن تولیدکنندگان و واردکنندگان تصویر و صداگذاران هلندی

انجمن تولیدکنندگان و واردکنندگان تصویر و صداگذاران هلندی(به هلندی: Nederlandse Vereniging van Producenten en Importeurs van beeld - en geluidsdragers) یا به اختصار ان‌وی‌پی‌آی، اتحادیه تاجران صنعت سرگرمی در هلند است. ان‌وی‌پی‌آی بسیاری از ناشران موسیقی، فعالان صنعت فیلم و ناشران بازی رایانه‌ای در هلند پشتیبانی می‌کند.